# Amédée Papineau
Pour les articles homonymes, voir Papineau.
 (février 2009).
Amédée Papineau (1819-1903) est un écrivain québécois patriote du XIXe siècle.

## Enfance
Amédée Papineau est le fils aîné de Louis-Joseph Papineau et de Julie Bruneau. Il est né en 1819 à Montréal. Depuis son enfance, il est plongé dans la politique puisque son père était l'orateur de la chambre d'assemblée du Bas-Canada. Il fait ses études à l'aide du révérend Henry Esson et de mademoiselle Waller. Plus tard, il étudie au Séminaire Saint-Sulpice, qu'il trouve trop strict. Il quitte le séminaire pour le Collège de Saint-Hyacinthe. En 1834, en visitant le château Bigot avec son père et John Neilson, il eut le goût d'écrire. Il écrit un premier texte, Caroline ou le château Bigot. Peu de temps après, à Montréal, la maison des Papineau est attaquée à la suite des 92 résolutions.

## La bataille de 1837-1838
Amédée assiste à la réunion de fondation des Fils de la Liberté le 5 septembre 1837 à l'hôtel Nelson. Il est aussi présent à la réponse négative de l'Angleterre qui a répondu par les 10 résolutions de John Russell. Il est le 6 novembre 1837 à la bataille du Doric Club contre les Fils de la Liberté. Dix jours plus tard, il se réfugie dans la cave du manoir Dessaulles de sa tante Marie-Rosalie Dessaulles (née Papineau). Il passe la frontière canado-américaine sous le nom de Joseph Parent qui allait apprendre l'anglais. Il retrouve son père à Middlebury (Vermont) et va ensuite à Saratoga chez les Porter.

## Aux États-Unis
C'est à Saratoga qu'il connut Mary Westcott, sa future femme. En 1838, il commença des études en droit avec le juge Esek Cowen, l'avocat Judiah Ellsworth et le chancelier Reuben Hyde Walworth. En 1840, il vient au Canada pour constater les dégâts de l'insurrection. Il ira ensuite à New York pour exercer son droit. En 1843, il rend visite à sa famille en France. Il revient aux États-Unis pour épouser Mary Westcott. Le mariage d'Amédée Papineau et Mary Westcott survint à Saratoga (New York) le 20 mai 1846, en présence d'Albert Tracy Chester, ministre presbytérien.

## Le retour au Canada
Il déménagea à Montréal. Il a eu trois enfants avec sa femme Mary : Ella, Louis-Joseph et Marie-Louise. Il entreprendra une carrière de protonotaire. Il fonda la Société des amis qui deviendra l'Institut canadien, qui a pour but de stimuler le développement intellectuel de la nation canadienne. À la fin des années 1840, il lutta avec son père pour l'annexion du Bas-Canada aux États-Unis.
Le fonds d'archives de Louis-Joseph-Amédée Papineau est conservé au centre d'archives de Montréal de Bibliothèque et Archives nationales du Québec.